# グレゴリー・ラ・カヴァ
グレゴリー・ラ・カヴァ（Gregory La Cava, 1892年3月10日 - 1952年3月1日）は、アメリカ合衆国の映画監督、プロデューサー、脚本家。

## 来歴
ラ・カヴァが監督をつとめた1936年の映画『襤褸と宝石』は、第9回アカデミー賞で監督賞など6部門でノミネートを受けた。1937年の映画『ステージ・ドア』は、第3回ニューヨーク映画批評家協会賞で監督賞を受賞したほか、第10回アカデミー賞で作品賞や監督賞など4部門でノミネートを受けた。

## 作品
- 現代の人妻 1923 監督
- 女軍撃退 1925 監督
- 青春倶楽部 1926 監督
- チョビ髭成功美談 1926 監督
- 好いて好かれた仲じゃもの 1927 監督製作
- チョビ髭ライオン狩り 1927 監督
- 喧嘩機関車 1927 監督製作
- 微笑の剣士 1927 監督
- 試験結婚 1928 監督
- 娘十八冒険時代 1928 監督製作
- 土曜日の乙女 1929 監督
- 六百万交響楽 1932 監督
- 宣伝第一 1932 監督
- 獨裁大統領 1933 監督
- 白い友情 1934 監督脚本
- 林檎の頬 1934 監督
- 社長は奥様がお好き 1935 監督
- 襤褸と宝石 1936 監督製作
- ステージ・ドア 1937 監督脚本
- 桜草の丘 1940 監督製作脚本
- 恋愛十字路 1941 監督製作
- でっかく生きる 1947 監督脚本